# Kaszli járás

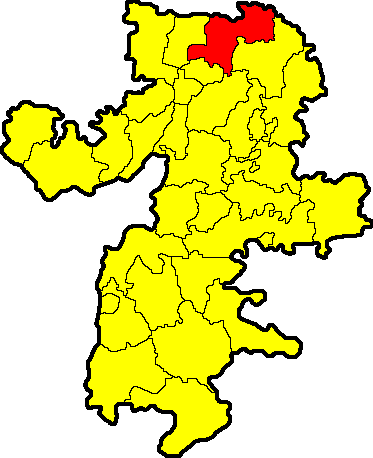
A Kaszli járás a Cseljabinszki területen

A Kaszli járás (oroszul Каслинский район) Oroszország egyik járása a Cseljabinszki területen. Székhelye Kaszli.

## Népesség
- 1989-ben 30 627 lakosa volt.
- 2002-ben 14 955 lakosa volt, melyből 11 204 orosz, 1627 baskír, 1468 tatár, 179 ukrán, 106 azeri stb.
- 2010-ben 34 712 lakosa volt, melyből 29 436 orosz, 1845 baskír, 1808 tatár, 279 ukrán, 133 azeri stb.